# Deutsch-sambische Beziehungen
Die Deutsch-sambischen Beziehungen sind das zwischenstaatliche Verhältnis zwischen Deutschland und Sambia. Die Bundesrepublik Deutschland unterhält seit der Unabhängigkeit des Landes 1964 diplomatische Beziehungen zu Sambia. Im 21. Jahrhundert unterhalten beide Länder freundschaftliche und partnerschaftliche Kontakte. Ein Schwerpunkt der bilateralen Zusammenarbeit bildet die Entwicklungszusammenarbeit, wobei sich auch die kulturellen und wirtschaftlichen Kontakte im Aufschwung befinden.

## Geschichte
Deutsche Missionare, Forscher, Händler und Reisende stießen erstmals im mittleren 19. und frühen 20. Jahrhundert in die Region vor. Im Jahr 1905 bereiste der Maler Hans Völcker das südliche Afrika und malte die Victoriafälle. Als Nordrhodesien wurde das heutige Sambia schließlich eine britische Kolonie. 1953 wurden Südrhodesien und Nordrhodesien mit Njassaland, heute Malawi, zur Föderation von Rhodesien und Njassaland vereint. Die Bundesrepublik Deutschland entsendete 1956 Georg Vogel als Generalkonsul für die Föderation von Rhodesien und Njassaland. Nachdem Nordrhodesien aus der Föderation ausgeschieden war und 1964 als Staat Sambia geworden war, entsendete die BRD einen Botschafter und die DDR einen Handelsvertreter in das Land. Zwischen 1973 und der deutschen Wiedervereinigung bestanden auch offizielle diplomatische Beziehungen zwischen der DDR und Sambia. 2001 bezog Sambia seine neue Botschaft im wiedervereinigten Deutschland in der in Axel-Springer-Straße 54a in Berlin-Mitte.
2023 besuchte Bundespräsident Frank-Walter Steinmeier Sambia bei einem Staatsbesuch und im selben Jahr besuchte auch der sambische Präsident Hakainde Hichilema Deutschland.

## Wirtschaftsbeziehungen
2024 lagen die deutschen Warenexporte nach Sambia bei 97,2 Millionen Euro und die Importe aus dem Land bei 34,5 Millionen Euro. In der Rangliste der deutschen Handelspartner nahm Sambia damit Rang 139 ein. Aufgrund der Rohstoffvorkommen und des großen landwirtschaftlichen Potenzials gibt es ein wachsendes Interesse der deutschen Wirtschaft an Sambia.

## Entwicklungshilfe
Die Deutsche Gesellschaft für Internationale Zusammenarbeit (GIZ) ist seit 1966 in Sambia aktiv und verfügt vor Ort über mehr als 200 Mitarbeiter. Prioritäten der deutschen Entwicklungshilfe im Land sind Armutsbekämpfung, gute Regierungsführung, Menschenrechtsschutz, Geschlechtergerechtigkeit, Prävention und Bekämpfung von HIV/AIDS sowie Umwelt- und Ressourcenschutz. Deutschland hat Sambia gezielt beim Ausbau erneuerbarer Energien und der Entwicklung der Landwirtschaft unterstützt. Für den Zeitraum 2019/2020 wurden Sambia knapp 63 Millionen Euro zugesagt.

## Kulturbeziehungen
Verschiedene deutsche Nichtregierungsorganisationen sind in Sambia aktiv, darunter die Hanns-Seidel-Stiftung. Seit 2024 bietet eine Sprachschule in Lusaka Deutschunterricht an.

## Diplomatische Standorte
- Deutschland betreibt eine Botschaft in Lusaka
- Sambia betreibt eine Botschaft in Berlin.

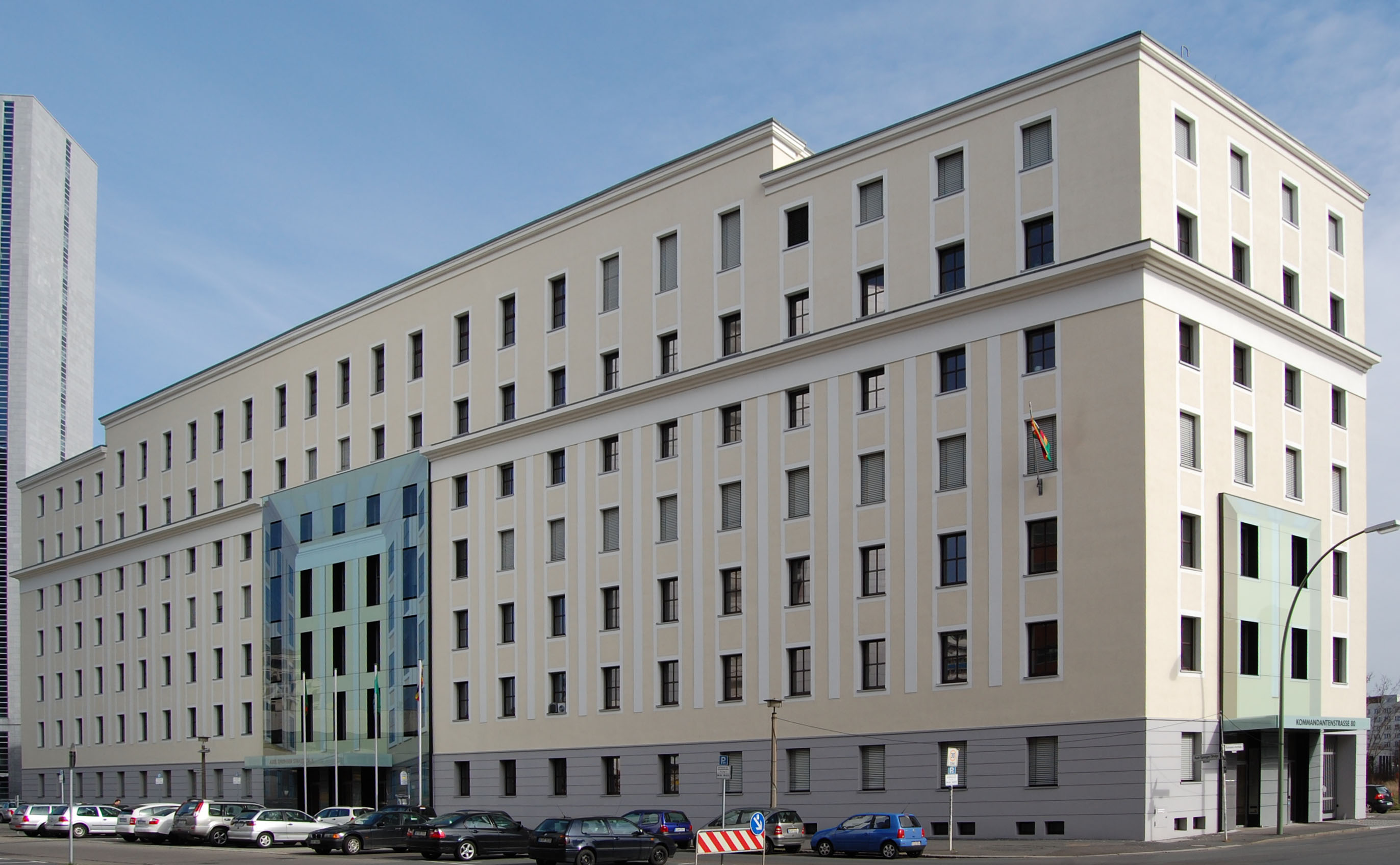
Standort der sambischen Botschaft in Berlin